# Flammersbach (Haiger)
Flammersbach ist ein Stadtteil von Haiger im mittelhessischen Lahn-Dill-Kreis.

## Geographische Lage
Flammersbach liegt in den nordöstlichen Ausläufern des Westerwalds an der Nahtstelle zum nördlich angrenzenden Rothaargebirge am Flammersbach. Flammersbach grenzt an die folgenden Gemarkungen: Langenaubach im Südosten, Oberdresselndorf im Südwesten, Niederdresselndorf im Westen, Holzhausen im Westen, Allendorf im Norden, sowie die Stadt Haiger, an welche der Ort direkt anschließt, im Nordosten. Am östlichen Ortsrand verläuft die Landesstraße 3044.
Durch den Ort fließt der gleichnamige Bach knapp zwei Kilometer lange Flammersbach, welcher südlich von Haiger in den Aubach mündet.

## Geschichte

### Ortsgeschichte
Die älteste bekannte schriftliche Erwähnung von Flammersbach erfolgte unter dem Namen Fframersbach im Jahr 1447 in einem Viehschatzungsregister und Renteirechnung der Grafschaft Nassau-Dillenburg.
Der Ortsname leitet sich vermutlich von dem Eigennamen Flamero oder Framero ab und geht wie viele Dorfnamen der Umgebung vermutlich auf das 5. bis 6. Jahrhundert nach Christus zurück. In einer nassauischen Karte aus dem Jahr 1819 taucht für Flammersbach der Name Mammelsbach auf.
In einer älteren Urkunde wird davon berichtet, dass ein Oberflammersbach (Obernflamerspach) und ein Niederflammersbach (Nedernflarnerspach) existieren. Oberflammersbach entspricht demzufolge wohl dem heutigen Ortskern von  Flammersbacher, welcher wesentliche Merkmale eines Gemeng- oder Haufendorfes aufweist. Niederflammersbach hingegen wurde vermutlich bereits im 16. Jahrhundert zur Wüstung. Es wird berichtet, dass zwei Familien nach Oberflammersbach zogen. Es soll sich gemäß mündlicher Überlieferung „Uff der Linn“ bzw. „Linn's Eck“, d. h. bei der Linde, etwa am heutigen Abzweigpunkt der Flammersbachstraße von der Landesstraße 3044 zwischen Haiger und Langenaubach befunden haben. Bauern sollen dort in früherer Zeit beim Pflügen auf Steine von Grundmauern gestoßen sein.
Die Menschen lebten in früheren Zeiten überwiegend von der Landwirtschaft, teilweise auch von der Haubergswirtschaft. Manch Arbeiter aus Flammersbach nahm auch den einstündigen Arbeitsweg (Fußweg) zur Braunkohlegrube Haas nach Rabenscheid auf sich, um ein Auskommen zu haben. Arbeit gab es ab 1836 aber auch in der Langenaubacher Eisenerzgrube Constanze. Ebenso sind in der Flammersbacher Gemarkung einige Bodenschätze nachzuweisen, darunter Braunkohle und Ton, Blei, Kupfer, Eisenstein, Schwefelkies und Zink. Allerdings wurden diese, wenn überhaupt, nur in kleineren Mengen abgebaut. Bedeutend war allerdings der Abbau von Basalt, der vielen Einwohnern über Jahrzehnte hinweg (von 1893 bis 1966) ein Einkommen sicherte. Zum Abtransport des Basaltgesteins auf dem Bernbergskopf kam ab 1926 eine Seilbahn zum Einsatz, welche über das Dorf hinweg verlief. Das Gestein wurde zuvor mit Fuhrwerken bis zum haigerer Bahnhof gebracht.
In den Wirren des Zweiten Weltkrieges ging die Flammersbacher Ortschronik, von der nicht bekannt ist, in welcher Form und Genauigkeit sie bestand, verloren. Friedrich Schwarz, Schulleiter von 1950 bis 1963, versuchte in späteren Jahren eine nachvollziehende, aber sicherlich unvollständige Niederschrift. Diese befindet sich heute im Besitz der Stadtverwaltung Haiger. Weitere Urkunden bzw. alte Dokumente zu Flammersbach lagern im Staatsarchiv Wiesbaden.
Die Amerikaner besetzten am 29. März 1945 Flammersbach. Die benachbarten Orte Holzhausen und Niederdresselndorf hingegen gehörten in der Nachkriegszeit der britischen Besatzungszone an. Bis zur Währungsreform 1948 blühte der Tausch und Schwarzhandel. Selbstgebrannter Schnaps wurde u. a. bei den Amerikanern gegen Schokolade, Tabak, Wäsche und andere schwer erhältliche Dinge eingetauscht.
Als Folge des Zweiten Weltkriegs mussten viele Menschen fliehen bzw. wurden vertrieben. 146 Heimatvertriebene und Flüchtlinge erreichten 1946 Flammersbach und mussten untergebracht werden. Die Wohnungsnot war so groß, dass sogar Steinbruchgebäude und der Backes als Wohnung dienten.
Die Gemeinde hatte schon früh einen Löschwasserteich, der auch als Badeweiher diente. Dieser wurde später ausgebaut und von 1966 bis 2013 als städtisches Freibad betrieben. Bis dahin war es das einzige Freibad der Stadt Haiger.
Flammersbach hatte einen Haltepunkt an der im September 1997 stillgelegten Eisenbahnlinie Bahnstrecke Haiger–Breitscheid, die 1926 eröffnet wurde. Die talüberspannende, 18 Meter hohe und 140 Meter lange Flammersbacher Brücke gehört mit sieben Bögen mit je 15 Metern Spannweite zu den markanten Ansichten des Ortes.
Ehemalige Bergwerke
Siehe Liste von Bergwerken in Haiger
Schule
1902 wurde die neue Schule gebaut. Bis dahin war die Schulstube im Backes bereits 167 Jahre lang untergebracht, nachdem die erste Schule 1735 weichen musste. Ein weiterer Schulneubau wurde am 26. April 1952 eingeweiht. Dort wurde bis zum 31. Juli 1973 unterrichtet. Seitdem besuchen Flammersbacher Grundschüler die Grundschule in Langenaubach und müssen mit dem Bus dorthin pendeln.
Hessische Gebietsreform (1970–1977)
Im Zuge der Gebietsreform in Hessen wurde die Gemeinde Flammersbach am 1. Januar 1970 auf freiwilliger Basis in die Stadt Haiger eingegliedert. Ein Ortsbezirk wurde für Flammersbach nicht errichtet.

### Verwaltungsgeschichte im Überblick
Die folgende Liste zeigt die Herrschaftsgebiete und Staaten, in denen Flammersbach lag, bzw. die Verwaltungseinheiten, denen es unterstand:
- vor 1739: Heiliges Römisches Reich, Grafschaft/Fürstentum Nassau-Dillenburg, Amt Dillenburg mit Gericht Haiger
- ab 1739: Heiliges Römisches Reich, Fürstentum Nassau-Diez, Amt Dillenburg mit Gericht Haiger
- 1806–1813: Großherzogtum Berg, Département Sieg, Arrondissement Dillenburg, Kanton Dillenburg
- 1813–1815: Fürstentum Nassau-Oranien, Amt Dillenburg mit Gericht Haiger
- ab 1816: Herzogtum Nassau[Anm. 1], Amt Dillenburg
- ab 1849: Herzogtum Nassau, Kreisamt Herborn[Anm. 2]
- ab 1854: Herzogtum Nassau, Amt Dillenburg
- ab 1867: Norddeutscher Bund[Anm. 3], Königreich Preußen, Provinz Hessen-Nassau, Regierungsbezirk Wiesbaden, Dillkreis[Anm. 4]
- ab 1871: Deutsches Reich, Königreich Preußen, Provinz Hessen-Nassau, Regierungsbezirk Wiesbaden, Dillkreis
- ab 1918: Deutsches Reich, Freistaat Preußen, Provinz Hessen-Nassau, Regierungsbezirk Wiesbaden, Dillkreis
- ab 1932: Deutsches Reich, Freistaat Preußen, Provinz Hessen-Nassau, Regierungsbezirk Wiesbaden, Landkreis Dillenburg
- ab 1933: Deutsches Reich, Freistaat Preußen, Provinz Hessen-Nassau, Regierungsbezirk Wiesbaden, Dillkreis
- ab 1944: Deutsches Reich, Freistaat Preußen, Provinz Nassau, Dillkreis
- ab 1945: Amerikanische Besatzungszone, Groß-Hessen, Regierungsbezirk Wiesbaden, Dillkreis
- ab 1946: Amerikanische Besatzungszone, Hessen, Regierungsbezirk Wiesbaden, Dillkreis
- ab 1949: Bundesrepublik Deutschland, Hessen, Regierungsbezirk Wiesbaden, Dillkreis
- ab 1968: Bundesrepublik Deutschland, Land Hessen, Regierungsbezirk Darmstadt, Dillkreis
- ab 1970: Bundesrepublik Deutschland, Land Hessen, Regierungsbezirk Darmstadt, Dillkreis, Stadt Haiger[Anm. 5]
- ab 1977: Bundesrepublik Deutschland, Land Hessen, Regierungsbezirk Darmstadt, Lahn-Dill-Kreis, Stadt Haiger
- ab 1981: Bundesrepublik Deutschland, Land Hessen, Regierungsbezirk Gießen, Lahn-Dill-Kreis, Stadt Haiger

### Bevölkerung

#### Einwohnerstruktur
Nach den Erhebungen des Zensus 2011 lebten am Stichtag dem 9. Mai 2011 in Flammersbach 996 Einwohner. Darunter waren 75 (7,5 %) Ausländer.
Nach dem Lebensalter waren 174 Einwohner unter 18 Jahren, 432 zwischen 18 und 49, 204 zwischen 50 und 64 und 186 Einwohner waren älter.
Die Einwohner lebten in 402 Haushalten. Davon waren 96 Singlehaushalte, 120 Paare ohne Kinder und 141 Paare mit Kindern, sowie 33 Alleinerziehende und 12 Wohngemeinschaften. In 69 Haushalten lebten ausschließlich Senioren und in 261 Haushaltungen lebten keine Senioren.

#### Einwohnerentwicklung
Aus einer Schatzungsurkunde des Jahres 1447 geht hervor, dass in Flammersbach lediglich zwei steuerpflichtige Familien wohnen (eventuelle Leibeigenen und steuerbefreite Personen ausgenommen).
| Flammersbach: Einwohnerzahlen von 1834 bis 2017 | Flammersbach: Einwohnerzahlen von 1834 bis 2017 | Flammersbach: Einwohnerzahlen von 1834 bis 2017 | Flammersbach: Einwohnerzahlen von 1834 bis 2017 | Flammersbach: Einwohnerzahlen von 1834 bis 2017 |
| --- | ----------------------------------------------- | ----------------------------------------------- | ----------------------------------------------- | ----------------------------------------------- |
| Jahr |                                                 |                                                 |                                                 | Einwohner                                       |
| 1834 | 1834                                            |                                                 | 238                                             | 238                                             |
| 1840 | 1840                                            |                                                 | 242                                             | 242                                             |
| 1846 | 1846                                            |                                                 | 247                                             | 247                                             |
| 1852 | 1852                                            |                                                 | 238                                             | 238                                             |
| 1858 | 1858                                            |                                                 | 245                                             | 245                                             |
| 1864 | 1864                                            |                                                 | 249                                             | 249                                             |
| 1871 | 1871                                            |                                                 | 259                                             | 259                                             |
| 1875 | 1875                                            |                                                 | 262                                             | 262                                             |
| 1885 | 1885                                            |                                                 | 286                                             | 286                                             |
| 1895 | 1895                                            |                                                 | 291                                             | 291                                             |
| 1905 | 1905                                            |                                                 | 326                                             | 326                                             |
| 1910 | 1910                                            |                                                 | 340                                             | 340                                             |
| 1925 | 1925                                            |                                                 | 370                                             | 370                                             |
| 1939 | 1939                                            |                                                 | 397                                             | 397                                             |
| 1946 | 1946                                            |                                                 | 629                                             | 629                                             |
| 1950 | 1950                                            |                                                 | 642                                             | 642                                             |
| 1956 | 1956                                            |                                                 | 583                                             | 583                                             |
| 1961 | 1961                                            |                                                 | 577                                             | 577                                             |
| 1967 | 1967                                            |                                                 | 669                                             | 669                                             |
| 1970 | 1970                                            |                                                 | 696                                             | 696                                             |
| 1985 | 1985                                            |                                                 | ?                                               | ?                                               |
| 1995 | 1995                                            |                                                 | ?                                               | ?                                               |
| 2005 | 2005                                            |                                                 | 993                                             | 993                                             |
| 2011 | 2011                                            |                                                 | 996                                             | 996                                             |
| 2017 | 2017                                            |                                                 | 896                                             | 896                                             |
| Datenquelle: Historisches Gemeindeverzeichnis für Hessen: Die Bevölkerung der Gemeinden 1834 bis 1967. Wiesbaden: Hessisches Statistisches Landesamt, 1968. Weitere Quellen: ; nach 1970: Stadt Haiger: ; Zensus 2011 |                                                 |                                                 |                                                 |                                                 |

#### Religionszugehörigkeit
| • 1885: | 268 evangelische (= 93,71 %), keine katholischen, 12 andere Christen (= 4,20 %), sowie keine jüdischen und 6 andere (= 2,10 %) Einwohner |
| • 1961: | 479 evangelische (= 83,02 %) und 80 katholische (= 13,86 %) Einwohner                                                                    |
| • 2005: | 564 evangelische (= 56,80 %), 112 katholische (= 11,28 %) und 374 sonstige (= 37,66 %) Einwohner                                         |
| • 2017: | 424 evangelische (= 47,32 %), 85 katholische (= 9,59 %) und 385 sonstige (= 42,97,55 %) Einwohner                                        |

## Kultur und Sehenswürdigkeiten

### Kulturdenkmäler
Siehe Liste der Kulturdenkmäler in Haiger-Flammersbach

### Naturdenkmäler
Siehe Liste der Naturdenkmäler in Haiger-Flammersbach

### Sport
Ein erster Fußballverein (SSV Flammersbach) wurde im Jahr 1930 gegründet.
Nach einer zweiten Neugründung im Jahr 1950, fand 1956 die dritte Neugründung eines Fußballvereins, des Sportvereins FC 66 Flammersbach  statt.
Sowohl die 1. als auch die 2. Mannschaft nutzen für ihre Heimspiele das nahe gelegene Haselnussstadion.